# Helmut Enke (Psychoanalytiker)
Helmut Enke (* 4. Dezember 1927 in Marburg; † 1. Mai 2011 in Stuttgart) war ein deutscher Internist, Psychoanalytiker und Hochschullehrer. Sein Schwerpunkt waren Forschung und Lehre im Bereich der Gruppenpsychotherapie.

## Leben und Wirken
Enke war der älteste Sohn von Willi Enke und Anna Karoline Elisabeth Enke (geborene Keil). Beide Elternteile waren Fachärzte für Neurologie und Psychiatrie, der Vater war Hochschullehrer an der Universität Marburg. Die Mutter war halb-französischer Abstammung. Enke hatte zwei jüngere Brüder und wuchs in Marburg auf. Er studierte von 1945 bis 1951 Psychologie und Medizin in Marburg, Tübingen und Freiburg im Breisgau. 1952 promovierte er an der Medizinischen Fakultät in Marburg über „das Persönlichkeitsbild des Athletikers unter besonderer Berücksichtigung der Begabungsfrage“. Er war als Assistenzarzt 1951 in Treysa und 1952 bis 1956 in Tübingen unter Ernst Kretschmer tätig. 1957 übernahm er die stellvertretende Leitung und 1961 die Leitung der psychosomatischen Abteilung der medizinischen Universitätsklinik Freiburg im Breisgau. Er habilitierte sich 1963 in Freiburg, erhielt die Venia legendi für „Innere Medizin, im besonderen Psychotherapie“, und folgte 1967 dem Gründungsrektor Ludwig Heilmeyer an die neu gegründete Universität Ulm. Dort wurde er zum außerplanmäßigen Professor und Leiter der Abteilung für Medizinsoziologie und Sozialpsychologie ernannt. 1967 wurde er Leiter der damals neu gegründeten Forschungsstelle für Psychotherapie in Stuttgart, die er bis zu seiner Pensionierung 1988 leitete. Sein besonderes Interesse galt psychodynamischen Prozessen in therapeutischen Gruppen, die er – gefördert von der Volkswagenstiftung und der DFG – anhand psychophysiologischer Methoden untersuchte.
1967 gründete er gemeinsam mit Annelise Heigl-Evers, Dorothea Fuchs-Kamp, Alf Däumling und Georg Schwöbel den Deutschen Arbeitskreis für Gruppenpsychotherapie und Gruppendynamik (DAGG). Ab 1969 war Enke Mitglied der Allgemeinen Ärztlichen Gesellschaft für Psychotherapie (AÄGP) und später deren Vorsitzender. 1972/1973 wurde er Mitglied der Arbeitsgruppe Psychotherapie/Psychosomatik der Enquête-Kommission des Deutschen Bundestages zur Lage der Psychiatrie. Er war maßgeblich an der Gründung des 1979 ins Leben gerufenen psychoanalytischen Lehr- und Forschungsinstituts „Stuttgarter Gruppe“ (heute: „Psychoanalytisches Institut Stuttgart e.V.“) beteiligt, wo er auch als Dozent und Lehranalytiker tätig war. Von 1979 bis 2000 war er Mitglied im Wissenschaftlichen Beirat der Lindauer Psychotherapiewochen, von 2001 bis 2002 Ehrenbeirat der Lindauer Psychotherapiewochen.
Enke war bis 1977 verheiratet mit der Psychotherapeutin Editha Ferchland.

## Schriften
- Konstitutionspsychologischer Beitrag zum Persönlichkeitsbild des Athletikers unter besonderer Berücksichtigung der Begabungsfrage. Marburg 1951 (Dissertation, Universität Marburg, 1952).
- Der Verlauf in der klinischen Psychotherapie: Probleme und Möglichkeiten einer objektivierenden Psychodiagnostik des Behandlungsverlaufs bei stationär psychotherapeutisch behandelten Patienten mit Organfunktionsstörungen und psychosomatischen Erkrankungen. Springer, Berlin 1965 (Habilitationsschrift, Universität Freiburg im Breisgau, 1963).
- Mit Editha Enke-Ferchland, Brigitte Malzahn: Lehrbuch der Medizinischen Psychologie. Unterrichtsbuch für Studierende und Lehrende. Urban & Fischer, München 1973; 4. Auflage 1977, ISBN 3-541-06094-8.
- Der wissenschaftswürdige Umgang mit neuen oder neubenannten Psychotherapieverfahren: Einführungsvortrag im Rahmen der 31. Lindauer Psychotherapiewochen 1981 (PDF).
- Hrsg. mit Volker Tschuschke, Walter Volk: Psychotherapeutisches Handeln. Grundlagen, Methoden und Ergebnisse der Forschung. Kohlhammer, Stuttgart 1983, ISBN 3-17-007942-5.